# Noël pastoral
Le Noël pastoral, op. 20, est une œuvre de la compositrice Mel Bonis, datant de 1892.

## Composition
Mel Bonis compose son Noël pastoral pour voix et piano sur un texte d'Amédée-Louis Hettich. L'œuvre est publiée en 1892 aux éditions Leduc. Elle est rééditée aux éditions Armiane en 2005, puis en 2014.

## Analyse
Le Noël pastoral est une œuvre ayant pour thème celui de la Nativité, où la compositrice verse toute la force de sa croyance en Dieu et de l'amour qu'elle lui porte. L'œuvre prend le point de vue des bergers allant à la rencontre de Jésus. C'est une pièce de caractère et non une pièce de circonstance.
La pièce, ayant un texte court, a une forme Lied.

## Discographie
Mel Bonis, l'œuvre vocale: Doron musique, 2006

## Sources
- Étienne Jardin, Mel Bonis (1858-1937) : parcours d'une compositrice de la Belle Époque, 2020 (ISBN 978-2-330-13313-9 et 2-330-13313-8, OCLC 1153996478, lire en ligne)